# Świerzawa
Świerzawa (polský historický název Szunów, německý název do roku 1945 Schönau an der Katzbach) je město v Polsku v Dolnoslezském vojvodství v okrese Złotoryja, sídlo stejnojmenné městsko-vesnické gminy. V roce 2023 zde žilo 2 032 obyvatel.

## Geografie
Świerzawa leží zhruba 14 km vzdušnou čarou severovýchodním směrem od Jelení Hory a 11 km směrem na jih od okresního města Złotoryja v údolí řeky Kačavy uprostřed severního předhůří Kačavských hor, jejichž nadmořská výška v této oblasti se pohybuje od 350 do 718 metrů. Nejvyšší vrchol severního hřebene Kačavských hor Okole (718 m n. m.) je od města vzdálen cca 6,5 km vzdušnou čarou směrem na jihozápad.
Do roku 1998 Świerzawa přináležela do Jelenigórského vojvodství, které existovalo v letech 1975–1998. V obvodu gminy, jejímž správním centrem je Świerzawa, se nacházejí starostenství (polsky sołectwa) Biegoszów, Dobków, Gozdno, Lubiechowa, Nowy Kościół, Podgórki, Rzeszówek, Rząśnik, Sędziszowa, Stara Kraśnica a Sokołowiec. Na území města jsou pozůstatky zrušené železniční trati z Lubawky do Lehnice včetně budovy bývalého nádraží z roku 1895.

## Historie

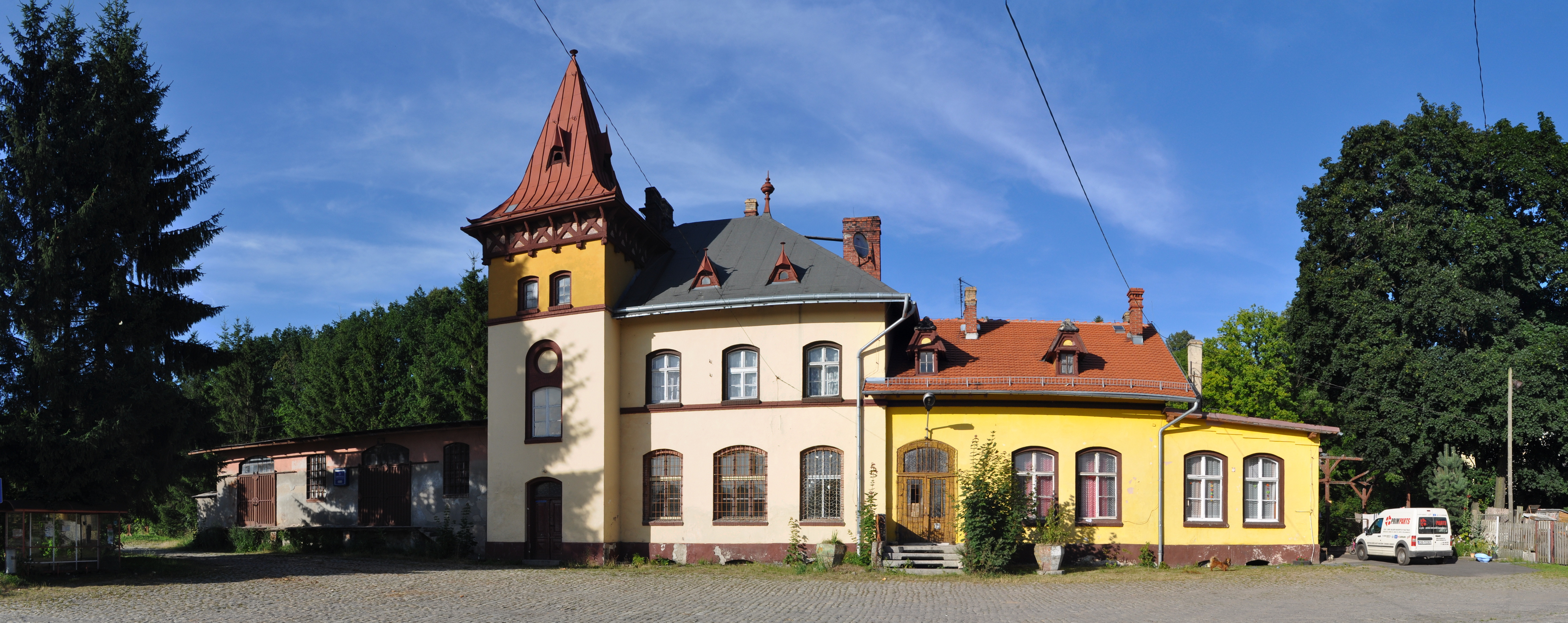
Budova bývalého nádraží ve Świerzawě

První historická zmínka o existenci tohoto místa pochází z dob slezského knížete Boleslava I. Vysokého, který zde nechal v roce 1159 vybudovat dřevěný kostelík. První písemná zmínka o sídle pochází z roku 1268, městská práva obdržela Świerzawa od svídnicko-javorského knížete Boleslava I. Surového z rodu slezských Piastovců v roce 1296. V latinský psané knize Liber fundationis episcopatus Vratislaviensis, sepsané v letech 1295–1305, je v části Registrum Legniciense město jmenováno v podobě Schonow nebo Scenowe. 
V průběhu dalších staletí bylo město vícekrát postiženo v důsledku epidemií, válečných operací a požárů. Největší úpadek způsobila třicetiletá válka, v jejímž průběhu bylo město vypáleno. Po vysídlení německého obyvatelstva z oblasti Dolního Slezska v roce 1945 se pro Świerzavu zpočátku užívaly názvy Szunów nebo Sieńsk.

## Památky
V ústředním seznamu polského Národního ústavu kulturního dědictví je zapsána celá řada památek, nacházejících se na území města:
- Historické jádro města – náměstí s domy z 19. století, mezi nimiž se zachovala budova lékárny z roku 1690.

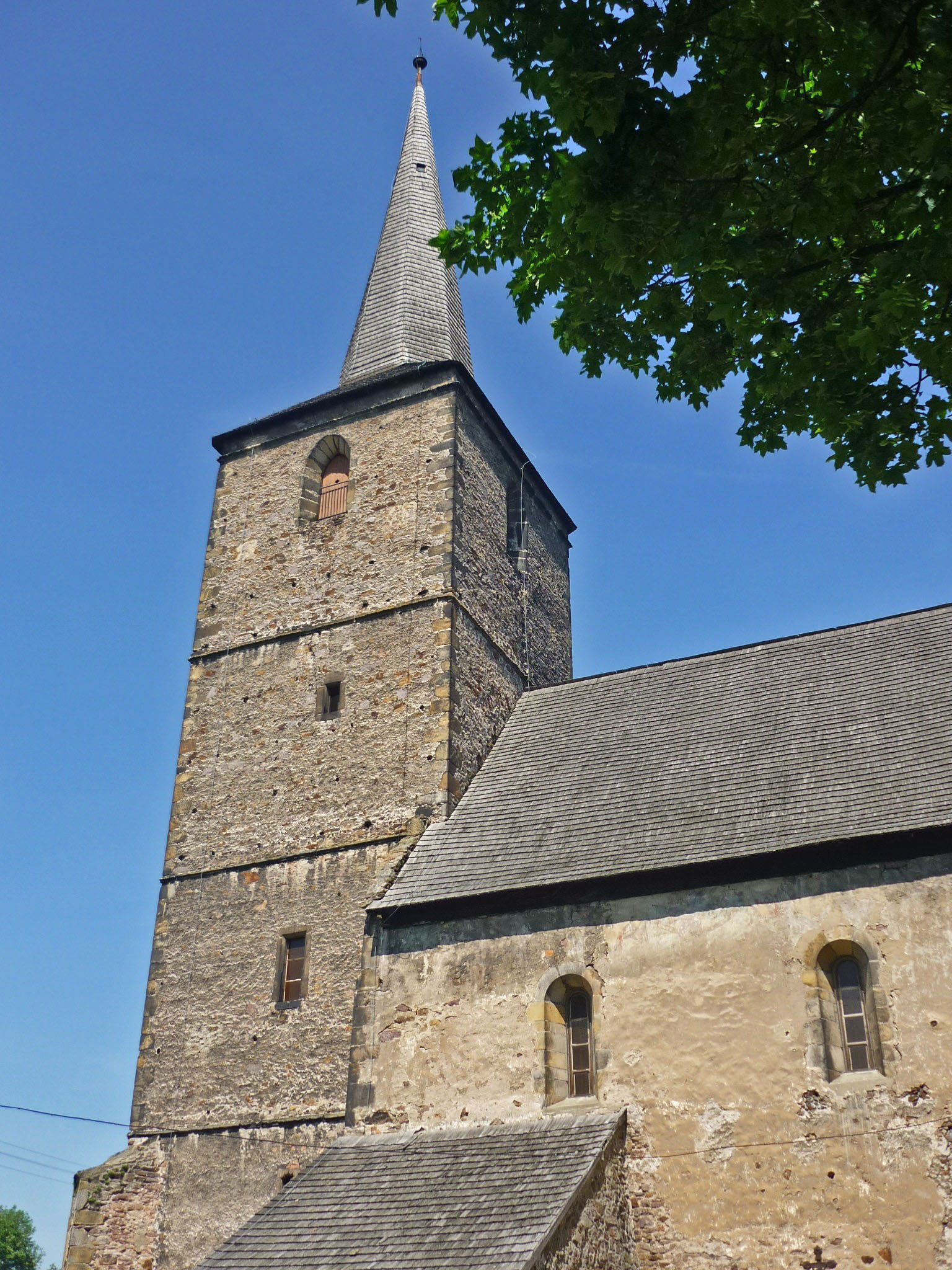
Románský kostel svatého Jana a svaté Kateřiny

- Farní kostel Nanebevzetí Panny Marie (Kościół pararafialny Wniebowzięcia Najświętszej Marii Panny) – původně gotický kostel, vybudovaný poblíž Bramy Górnej (Horní brány) z iniciativy świedrzawských měšťanů v roce 1382.[7] Kostel byl v dalších stoletích přestavován a modernizován.
- Kostel svatého Josefa (Kościół św. Józefa Opiekuna) – evangelický kostel z 19. století na náměstí Svobody (plac Wolności).
- Hřbitovní kostel svatého Jana a svaté Kateřiny (Kościół cmentarny św. Jana i św. Katarzyny) – románský kostel z první poloviny 13. století, později částečně přestavěný. Nejcennější architektonická památka ve Świerzawě, nejlépe zachovaná románská stavba v Dolním Slezsku.[7]
- Radnice – budova městského úřadu, postavená na místě předchozí radnice v roce 1810.
- Domy č. 2 a 23 – domy z 18. století na náměstí Svobody
- Most na ulici Zieloné – most ze 16. století.
- Kamenný most z 18. století
- Protipovodňová hráz – hráz, která byla vybudována ve 20. století podél říčky Kamiennik, je ukázkou pozoruhodného technického řešení stavby tohoto druhu.

## Partnerská města
- Chocz, Polsko
- Malá Skála, Česko
- Obercunnersdorf, Německo
- Wiązów, Polsko